# ده سفيد (شيروان)
ده سفید (بالفارسية: ده سفید) هي قرية تقع في إيران في قسم شیروان الريفي. يقدر عدد سكانها بـ 35 نسمة بحسب إحصاء 2016.